# Адзва
Адзва (на руски: Адзьва) е река в Ненецки автономен окръг и Република Коми на Русия, десен приток на Уса (десен приток на Печора). Дължината ѝ е 334 km, а площта на водосборния ѝ басейн – 10 600 km².
Река Адзва изтича от южния ъгъл на езерото Ванокти (най-южното от групата Вашуткити езера), разположено на 130 m н.в., на територията на Ненецки автономен окръг. Тече предимно в югозападна посока, като силно меандрира сред блатата на Болшеземелската тундра, покрай северозападното подножие на възвишението Чернишов. В долното течение долината ѝ става широка и се заблатява. Влива се отдясно в река Уса (десен приток на Печора), при нейния 161 km, на 40 m н.в., на 3 km източно от село Адзвавом в Република Коми. Основни притоци: леви – Лиаю (64 km), Болшая Нядейта (51 km), Шернядейта (81 km), Харутаю (56 km); десни – Хоседаю (167 km), Малваю (69 km), Салюкую (71 km). Има смесено подхранване с преобладаване на снежното, с бурно изразено пълноводие през юни и началото на юли, а през останалото време силно намалява. Заледява се през октомври или началото на ноември, а се размразява в края на май или началото на юни. По течението ѝ има само едно постоянно населено място – село Харута, в долното ѝ течение, което се намира в пределите на Република Коми, но е част от територията на Ненецки автономен окръг.